# Letteratura afroamericana
Con letteratura afroamericana si definisce il corpus letterario prodotto negli Stati Uniti d'America da scrittori afroamericani. Tuttavia, dal momento che le storie e le vite degli afroamericani sono estremamente diverse lo stesso si può dire della loro letteratura.
Le origini di questo genere letterario risalgono alla fine XVIII secolo quando compaiono le opere di scrittori come Phillis Wheatley e Olaudah Equiano; raggiunge ben presto un livello molto elevato con i fenomeni della letteratura della schiavitù e del Rinascimento di Harlem e prosegue attualmente con il lavoro di autori come Toni Morrison, Maya Angelou e Walter Mosley, che sono considerati tra i migliori scrittori statunitensi contemporanei.
Tra le tematiche e le questioni affrontate della letteratura afroamericana vi sono il ruolo degli afroamericani all'interno della società statunitense, la cultura afroamericana, il razzismo, la schiavitù e l'eguaglianza. La letteratura afroamericana tende ad incorporare varie forme d'arte della tradizione orale come gli spiritual, i sermoni religiosi, il gospel, il blues e il rap.
Come nel corso dei secoli è mutato il ruolo degli afroamericani, così sono cambiate anche le tematiche affrontate dalla loro letteratura.
Prima della guerra di secessione americana la letteratura afroamericana ha posto la propria attenzione principalmente sul tema della schiavitù, argomento che ha dato vita addirittura ad un particolare sottogenere. All'inizio del XX secolo i libri di autori come W.E.B. DuBois e Booker T. Washington riflettevano su come confrontarsi con l'atteggiamento razzista diffuso negli Stati Uniti. Nel periodo del movimento per i diritti civili, altri autori (come Richard Wright e Gwendolyn Brooks) affrontarono la segregazione razziale e il nazionalismo nero. Oggi la letteratura afroamericana è stata accettata come parte integrante della letteratura americana; libri come Radici di Alex Haley, Il colore viola di Alice Walker e Amatissima di Toni Morrison sono diventati degli autentici bestseller e hanno ottenuto importanti premi.

## Caratteristiche e temi
La letteratura afroamericana ha puntato la propria attenzione su tematiche di particolare interesse per i neri degli Stati Uniti, come il loro ruolo nella società e che cosa significhi essere un americano. Come ha detto il professore dell'Università di Princeton Albert J. Raboteau, tutti gli studi sugli afroamericani, inclusi quelli sulla loro letteratura, "parlano del significato più profondo della presenza degli afroamericani in questa nazione. Questa presenza è sempre stata un banco di prova per il desiderio della nazione di raggiungere la libertà, la democrazia, l'eguaglianza e l'inclusione di tutti." Si può quindi dire che la letteratura afroamericana esplora i problemi della libertà e dell'eguaglianza che furono a lungo negate ai neri negli Stati Uniti, ai quali si affiancano altre tematiche come la cultura afroamericana, il razzismo, la religione, la schiavitù e il concetto di casa e altri.
La letteratura afroamericana ha rappresentato un ramo fondamentale della letteratura della diaspora africana. Essa ha infatti subito da un lato l'influenza del retaggio della seconda, dall'altro ha a sua volta influenzato gli scritti di autori di origine africana in molti paesi. Inoltre, la letteratura afroamericana si inserisce nel più vasto ambito della letteratura post coloniale, anche se alcuni studiosi tracciano una linea di separazione tra le due affermando che "La letteratura afroamericana si differenzia dalla maggior parte della letteratura post coloniale perché è scritta da membri di una minoranza che vive in una nazione ricca ed economicamente potente."
La tradizione orale afroamericana è molto ricca nel campo della poesia, specialmente se si prendono in considerazioni i testi di forme musicali come gli spiritual, il gospel, il blues e il rap. Tale tradizione orale si può riscontrare anche nella tradizione afroamericana dei sermoni cristiani nei quali i pastori fanno ampio uso di deliberate ripetizioni, di una particolare cadenza e di allitterazioni per dare forza al sermone stesso e per renderlo più avvincente e convincente: la letteratura afroamericana, specialmente la poesia scritta, ma anche la prosa, tradizionalmente incorpora tutte queste forme di poesia orale.
Tuttavia, anche se queste caratteristiche sono presenti e riscontrabili a vari livelli, esse non rappresentano il solo modo di identificare il genere e non sono presenti in tutte le opere classificabili come letteratura afroamericana; inoltre, esistono delle perplessità di fronte alla possibilità di classificare e analizzare la letteratura afroamericana servendosi dei parametri usati per la letteratura occidentale. Come ha una volta detto Henry Louis Gates Jr., uno dei più importanti studiosi del genere, "Il mio desiderio è stato di permettere alla tradizione nera di parlare per sé stessa riguardo alla propria natura e alle proprie diverse funzioni, piuttosto di leggerla o analizzarla secondo teorie letterarie interamente mutuate da altre tradizioni".

## Storia

### La letteratura afroamericana delle origini

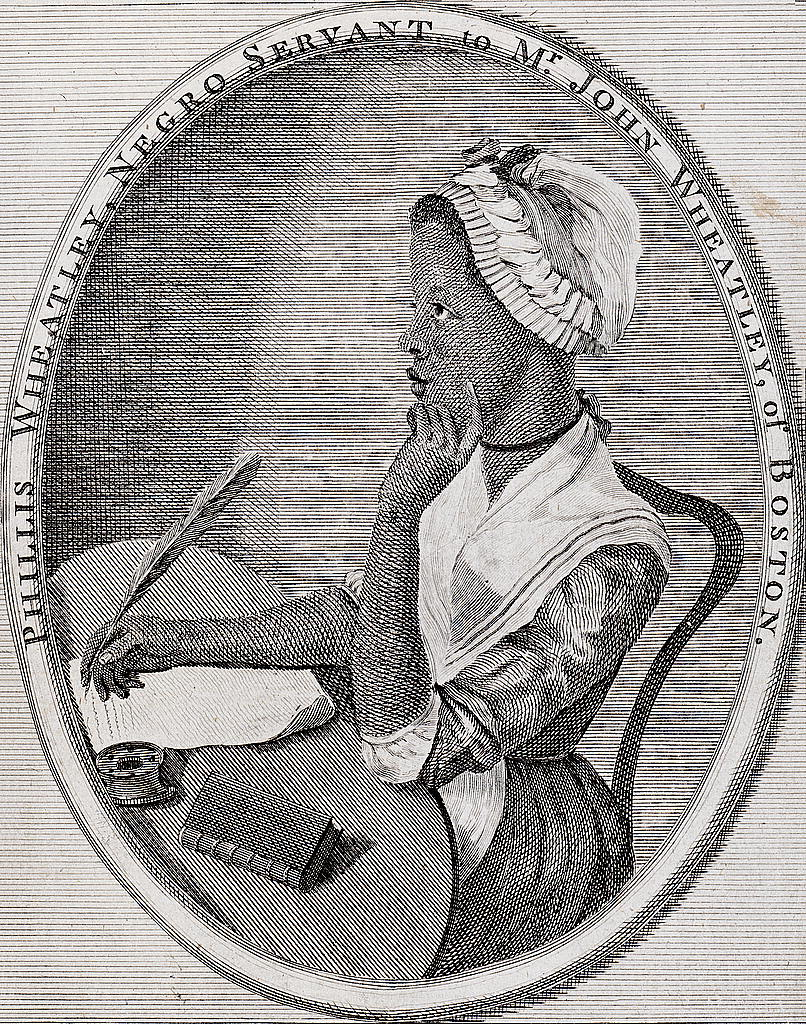
Phillis Wheatley.

Come la storia afroamericana va fatta partire prima della nascita degli Stati Uniti come nazione indipendente, lo stesso si deve fare parlando della letteratura.
Lucy Terry è l'autrice del più antico esempio di letteratura afroamericana, conosciuto come Bars Fight e composto nel 1746. Il componimento non fu pubblicato fino al 1855, quando uscì inserito nella Storia del Massachusetts occidentale di Josiah Holland. Altra opera da ricordare è The Narrative of the Uncommon Sufferings and Surprising Deliverence of Briton Hammon, A Negro Man, di Briton Hammon, scritta nel 1760.
Il primo autore di una certa importanza è la poetessa Phillis Wheatley (1753–1784), che pubblicò la sua raccolta Poesie su vari argomenti nel 1773, tre anni prima dell'indipendenza degli Stati Uniti. Nata in Senegal, la Wheatley venne catturata e ridotta in schiavitù all'età di sette anni; portata in America, venne venduta ad un commerciante di Boston. All'inizio, ovviamente, non parlava inglese ma dai sedici anni in poi fu in grado di padroneggiare perfettamente la lingua. La sua poesia fu lodata da molti personaggi di spicco della rivoluzione americana tra cui George Washington, che la ringraziò personalmente per la poesia che aveva scritto in suo onore. Nonostante ciò, molti bianchi trovarono difficile credere che una donna nera potesse essere così intelligente da scrivere poesie: come risultato la Wheatley dovette difendersi in tribunale dalla accuse di falso, provando di essere veramente l'autrice dei propri scritti. Alcuni critici considerano la difesa vincente della Wheatley come il primo atto di riconoscimento dell'esistenza di una letteratura afroamericana.
Un altro autore afroamericano del primo periodo fu Jupiter Hammon (1711- 1806). Hammon, considerato il primo scrittore nero a pubblicare negli Stati Uniti, nel 1761 pubblicò la sua poesia An Evening Thought: Salvation by Christ with Penitential Cries distribuendola su fogli singoli. Nel 1778 scrisse un'ode in onore di Phillis Wheatley, in cui parla della loro simile esperienza umana e del loro legame. Nel 1786 Hammon pubblicò il suo celebre Discorso ai negri dello stato di New York, scritto all'età di 76 anni dopo una vita trascorsa in schiavitù, che contiene la famosa frase "Se mai un giorno dovessimo raggiungere il paradiso non vi troveremo nessuno che ci accusi né di essere neri né di essere schiavi". Si pensa che Hammon abbia concepito il suo discorso in quella forma perché si rendeva conto che l'istituto della schiavitù era così radicato nella società americana che un'immediata emancipazione di tutti gli schiavi sarebbe stato un obiettivo molto difficile da raggiungere. Hammon apparentemente rimase uno schiavo fino alla morte. Il suo discorso in seguito fu varie volte ristampato da diversi gruppi che si opponevano alla schiavitù.
William Wells Brown (1814-1884) e Victor Séjour (1817-1874) sono stati gli autori delle prime opere di narrativa di scrittori afroamericani. Séjour nacque libero a New Orleans e si trasferì in Francia quando aveva 19 anni. Lì, nel 1837, pubblicò il suo racconto Le Mulâtre (It. Il mulatto); l'opera è scritta in francese e fu pubblicata in un giornale francese e apparentemente non ebbe alcuna influenza sulla letteratura afroamericana di epoca successiva. Séjour nelle altre sue opere non tornò più ad occuparsi di tematiche relative agli afroamericani. Brown invece fu un celebre abolizionista, conferenziere, romanziere, drammaturgo e storico. Nato in schiavitù in uno degli stati del sud, Brown fuggì al nord dove si batté per la causa abolizionista e diventò un prolifico scrittore. Scrisse quello che è considerato il primo romanzo afroamericano, Clotel; o La figlia del Presidente (1853). Il romanzo è basato su un pettegolezzo dell'epoca, che sosteneva che Thomas Jefferson avesse avuto una figlia dalla sua schiava Sally Hemings.
Tuttavia, dato che il romanzo fu pubblicato in Inghilterra, non può ufficialmente fregiarsi del titolo di primo romanzo afroamericano, onore che spetta invece a Harriet Wilson, il cui lavoro Our Nig (1859) descrive la difficile vita dei neri liberi negli stati del nord.

### I racconti di schiavitù
Quello dei racconti di schiavitù è un sottogenere della letteratura afroamericana nato verso la metà del XIX secolo. A quell'epoca il dibattito sullo schiavismo portò alla nascita di un'appassionata serie di scritti prodotti da entrambi gli schieramenti, con libri come La capanna dello zio Tom (1852) a rappresentare il punto di vista abolizionista sui danni provocati dallo schiavismo, mentre la cosiddetta letteratura anti-Tom, opera di scrittori bianchi del sud come William Gilmore Simms rappresentava le posizioni degli schiavisti.
In questo genere, che ben presto divenne uno dei temi portanti della letteratura afroamericana, si cimentarono un certo numero di ex schiavi come Harriet Jacobs e Frederick Douglass. Circa seicento ex schiavi del Nordamerica e dei Caraibi scrissero il racconto della propria vita, e almeno 150 di queste autobiografie furono pubblicate come singoli libri o pamphlet.
I racconti di schiavitù possono essere complessivamente classificati in tre linee distinte: racconti di redenzione grazie alla religione, racconti ispirati alla lotta per la vittoria dell'abolizionismo e racconti che parlano della lotta per il miglioramento della vita dell'autore. I racconti scritti a sostegno della lotta per l'abolizionismo sono in genere quelli diventati più celebri, perché tendono ad avere un carattere autobiografico molto più accentuato. La maggior parte di questi scritti sono attualmente riconosciuti come le opere migliori realizzate da afroamericani in tutto il XIX secolo. I due racconti più celebri sono l'autobiografia di Frederick Douglass e Incidents in the Life of a Slave Girl di Harriet Jacobs (1861).

### Frederick Douglass

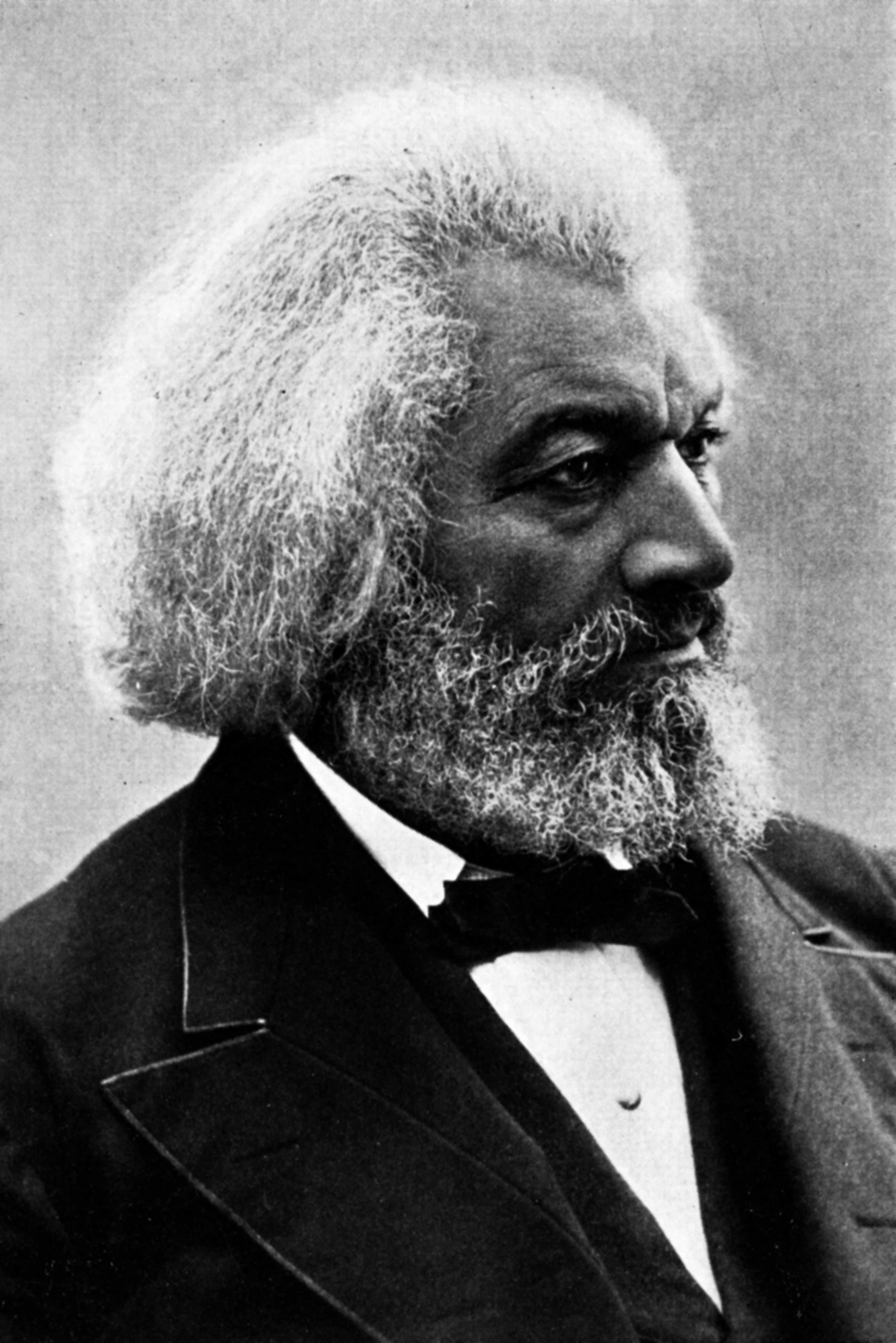
Frederick Douglass

Frederick Douglass (c. 1818-1895) divenuto famoso come oratore e autore della propria autobiografia, finì per diventare il più celebre afroamericano della sua epoca e uno dei più importanti conferenzieri e scrittori della storia americana.
Nato schiavo nel Maryland Douglass riuscì a fuggire e lavorò per sostenere la causa abolizionista. Fu anche editore di un certo numero di quotidiani. La sua opera più celebre è l'autobiografia, intitolata Narrative of the Life of Frederick Douglass, an American Slave e pubblicata nel 1845. All'epoca alcuni critici attaccarono il libro, non credendo che un nero avesse potuto scrivere un'opera di tale livello. Nonostante questo il libro diventò subito un campione di vendite.
In seguito Douglas revisionò ed ampliò il testo che venne nuovamente pubblicato con il titolo di My Bondage and My Freedom (1855). Nel corso della sua vita Douglass scrisse anche numerosi articoli e saggi di argomento politico che ebbero una notevole risonanza.

### L'epoca successiva allo schiavismo
Dopo la fine della schiavitù e della guerra civile americana, un certo numero di scrittori afroamericani continuarono a comporre saggi e articoli sulle condizioni della loro gente nel paese.
Tra i più importanti si ricorda W.E.B. Du Bois (1868-1963), uno dei fondatori del NAACP. Con l'avvento del nuovo secolo Du Bois pubblicò un'importante raccolta di saggi intitolata Le anime del popolo nero. I saggi sul tema della razza contenuti nel libro erano rivoluzionari e partivano dall'esperienza personale di Du Bois per descrivere come gli afroamericani vivevano nella società americana. Il libro contiene la celebre massima di Du Bois "Il problema del ventesimo secolo è il problema della barriera etnica". Du Bois credeva che gli afroamericani avrebbero dovuto, per il loro interesse comune, unirsi per combattere i pregiudizi e le ingiustizie.
Altro importante scrittore dell'epoca fu Booker T. Washington (1856-1915), che sotto vari aspetti rappresenta un punto di vista opposto a quello di Du Bois. Washington fu un educatore e il fondatore del Tuskegee Institute, un college per neri in Alabama. Tra le sue opere Up From Slavery (1901), The Future of the American Negro (1899), Tuskegee and Its People (1905), e My Larger Education (1911). Contrariamente a Du Bois, che per porre fine al conflitto razziale negli Stati Uniti adottava maggiormente la via della polemica e del confronto duro, Washington credeva che i neri, prima di pretendere la fine del razzismo verso di loro, avrebbero dovuto migliorarsi ed elevarsi culturalmente, provando così di essere uguali ai bianchi. All'epoca le tesi di Washington diventarono popolari tra i neri (e anche tra molti bianchi) ma poi passarono velocemente di moda.
Un terzo scrittore ad attirare l'attenzione del pubblico negli Stati Uniti, anche se non era un cittadino statunitense, fu il giamaicano Marcus Garvey (1887-1940), editore, giornalista e attivista in favore del panafricanismo tramite la sua associazione UNIA. Incoraggiò le persone di discendenza africana a guardare con favore verso la loro antica patria. Scrisse numerosi saggi che pubblicò come editoriali sul bollettino dell'UNIA, il giornale Negro World. Alcuni dei suoi scritti furono in seguito raccolti e pubblicati dalla sua seconda moglie Amy Jacques Garvey con il titolo di Philosophy and Opinions of Marcus Garvey Or, Africa for the Africans (1924) e More Philosophy and Opinions of Marcus Garvey (1977).
Paul Laurence Dunbar, che scrisse spesso nel dialetto nero dell'epoca, fu il primo poeta afroamericano a raggiungere la fama a livello nazionale. Il suo primo libro di poesie, Oak and Ivy, fu pubblicato nel 1893. La maggior parte delle composizioni di Dunbar, come When Malindy Sings (1906), che comprende anche varie fotografie scattate dal club della fotografia dell'Hampton Institute, e Joggin' Erlong (1906) permettono di avere delle visioni improvvise e illuminanti della vita degli afroamericani di campagna di allora. Dunbar, anche se morì giovane, fu un poeta prolifico, oltre ad aver scritto saggi, articoli di giornale, romanzi (tra questi The Uncalled, 1898 e The Fanatics, 1901) e racconti.

### Il "Rinascimento di Harlem"
Il Rinascimento di Harlem dal 1920 al 1940 attirò nuovamente l'attenzione sulla letteratura afroamericana. Il movimento, che aveva il proprio centro nella comunità afroamericana di Harlem, un quartiere di New York, vide la fioritura di un gran numero di attività culturali e l'elaborazione di numerose nuove teorie sociali, mentre molti artisti e musicisti neri creavano opere diventate poi dei classici in vari ambiti, che andavano dal teatro al jazz; il rinascimento è però forse celebre soprattutto per la produzione letteraria che ne ebbe origine.

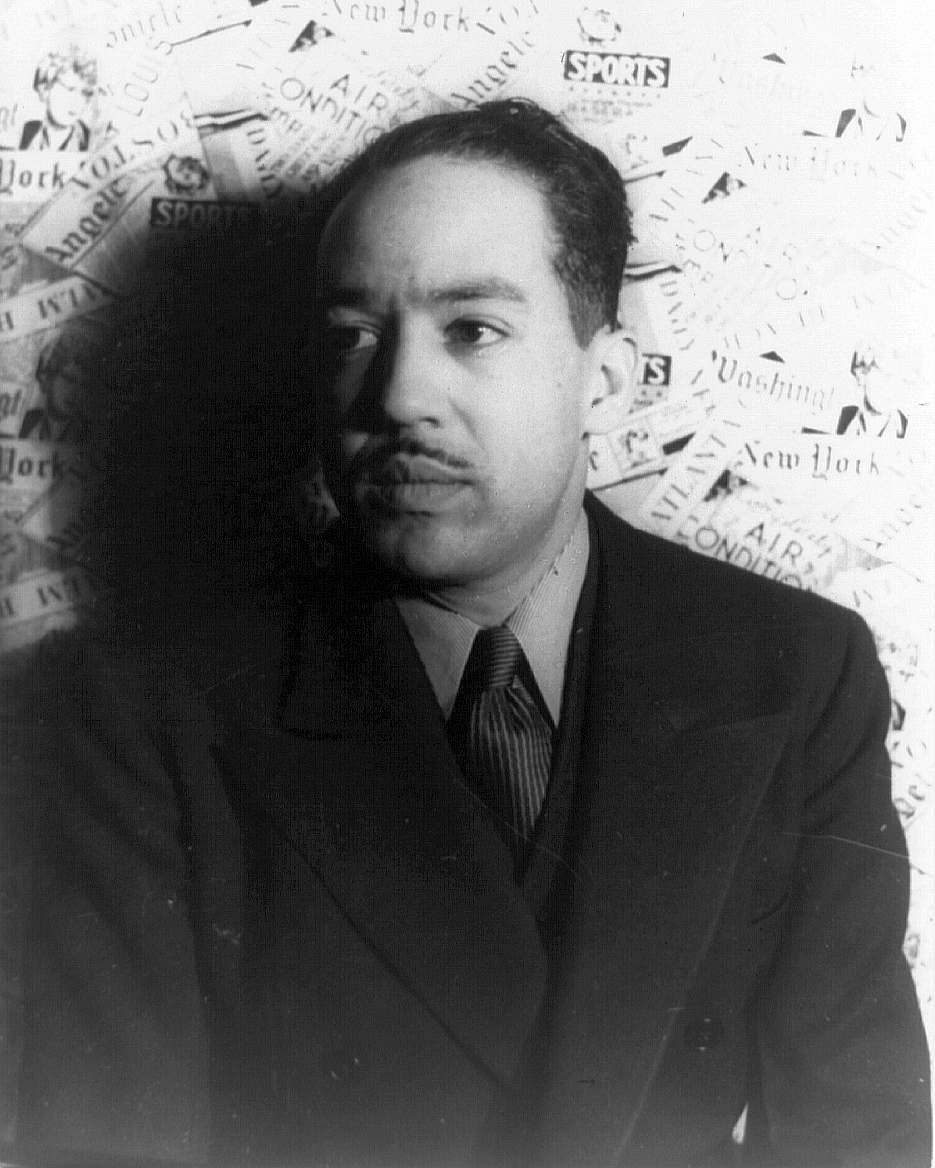
Langston Hughes fotografato da Carl Van Vechten, 1936

Tra i più famosi scrittori dell'epoca c'è il poeta Langston Hughes. Hughes attirò per la prima volta l'attenzione su di sé nel 1922, grazie alla raccolta di poesie The Book of American Negro Poetry. Il libro, curato da James Weldon Johnson, presentava le opere degli autori più talentuosi dell'epoca (tra gli altri Claude McKay che pubblicò anche tre romanzi Home to Harlem, Banjo e Banana Bottom e una raccolta di racconti brevi). Nel 1926 Hughes pubblicò una raccolta personale di poesie, The Weary Blues, e nel 1930 un romanzo, Not Without Laughter. La più celebre poesia di Hughes è forse "The Negro Speaks of Rivers" in cui scrive immedesimandosi in un ragazzo. Il personaggio più conosciuto da lui creato è Jesse B. Simple un abitante di Harlem diretto e sincero le cui divertenti considerazioni comparvero negli articoli di fondo scritti da Hughes per il Chicago Defender e per il New York Post. Fino al giorno della sua morte, giunta nel 1967 Hughes pubblicò complessivamente nove volumi di poesia, otto di racconti, due romanzi e vari lavori teatrali, libri per bambini e traduzioni.
Altra celebre scrittrice del Rinascimento di Harlem è Zora Neale Hurston, autrice del famoso romanzo  Con gli occhi rivolti al cielo (1937). Complessivamente la Hurston scrisse 14 libri, spaziando dal saggio di antropologia al romanzo di narrativa. I suoi scritti caddero però nel dimenticatoio per decenni, sia perché si trattava delle opere di una donna, sia perché furono considerati socialmente e politicamente non rilevanti. Il lavoro della Hurston è stato riscoperto negli anni settanta grazie a un celebre saggio di Alice Walker, che individuò in lei un modello per tutte le scrittrici afroamericane.
La Hurston e Hughes furono i due scrittori più importanti prodotti dal Rinascimento di Harlem, ma nello stesso periodo molti altri scrittori raggiunsero la notorietà. Tra questi Jean Toomer, che scrisse Canne, una famosa raccolta di racconti, poesie e scenette ispirate alla vita dei neri sia di campagna che di città, e Dorothy West, autrice del romanzo  The Living is Easy , che trattava della vita di una famiglia nera dell'alta società. Un altro celebre scrittore del periodo è Countee Cullen, che nelle sue poesie descrisse la vita quotidiana dei neri (come ad esempio un suo viaggio a Baltimora, rovinato dall'aver subito un insulto a sfondo razziale). Tra i libri di Cullen si ricordano le raccolte di poesie Color (1925), Copper Sun (1927), e The Ballad of the Brown Girl (1927). La raccolte di poesie Black Man's Verse (1935) e I am the American Negro (1937), pubblicate dalla Black Cat Press, procurarono a Frank Marshall Davis il plauso della critica. Anche lo scrittore Wallace Thurman riscosse un certo successo grazie al suo romanzo La mora più nera (1929), che poneva l'attenzione sui pregiudizi esistenti all'interno della stessa razza tra gli afroamericani dalla pelle più chiara e quelli dalla pelle più scura.
Il Rinascimento di Harlem rappresentò un punto di svolta per la letteratura afroamericana. Prima di allora i libri scritti dagli afroamericani venivano letti soprattutto dalle altre persone di colore. Dopo il Rinascimento di Harlem, invece, la letteratura afroamericana - così come le altre forme d'arte praticate dai neri - iniziò a trovare posto a pieno titolo all'interno della cultura americana.

### L'epoca del movimento per i diritti civili
Durante la grande guerra iniziò un movimento migratorio da parte degli afroamericani, fenomeno che raggiunse il culmine nel corso della seconda guerra mondiale. Con la migrazione la gente di colore lasciò il razzismo e la mancanza di reali opportunità del sud degli Stati Uniti per trasferirsi nelle città del nord, come Chicago, dove trovò lavoro nelle fabbriche ed in altri settori dell'economia

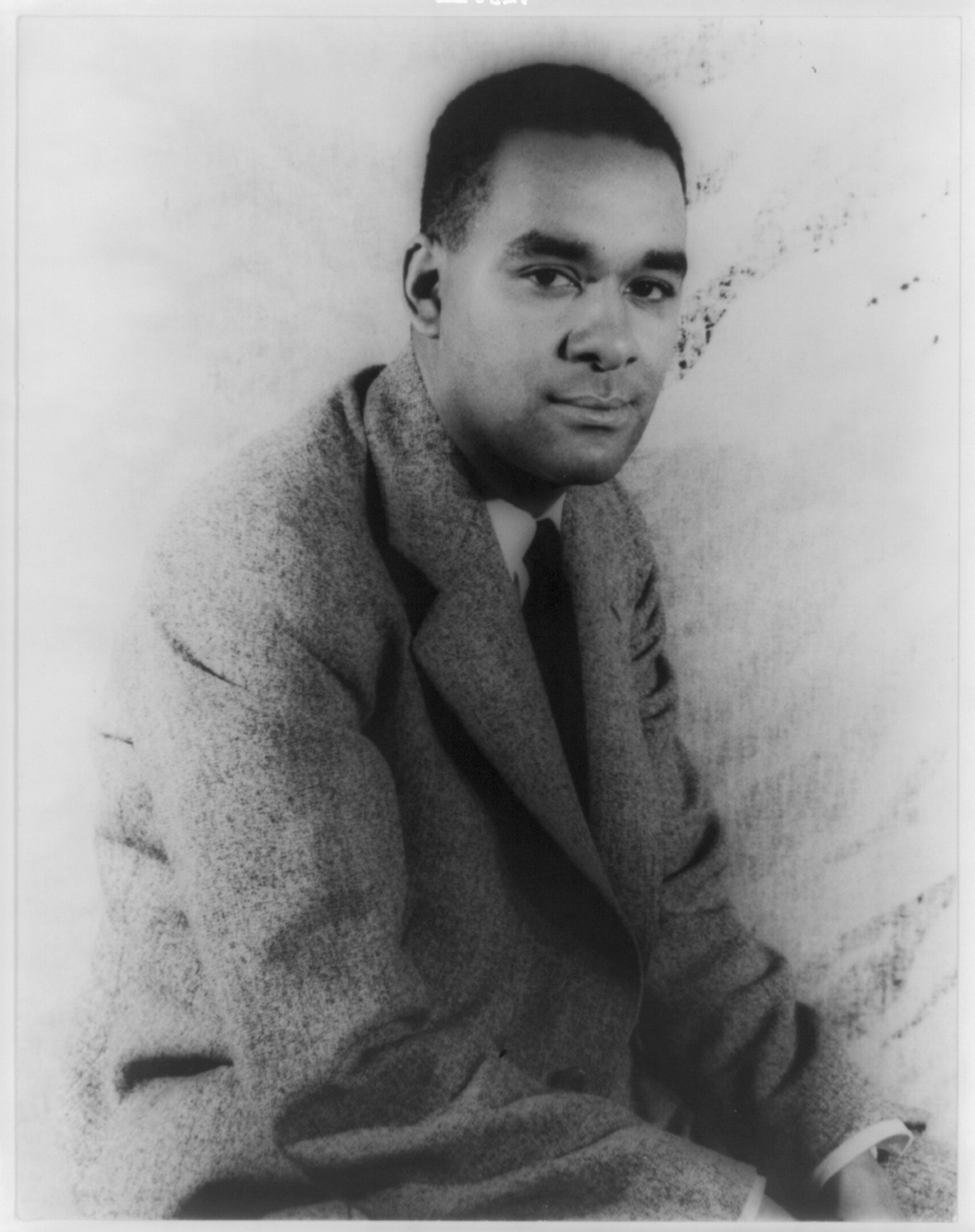
Richard Wright fotografato da Carl Van Vechten, 1939

La migrazione indusse un nuovo sentimento di indipendenza nella comunità nera e contribuì al rafforzamento della vibrante cultura urbana nera che era nata durante il "Rinascimento di Harlem". La migrazione diede anche forza al nascente Movimento afroamericano per i diritti civili, che colpì fortemente gli scrittori neri nel corso degli anni quaranta, cinquanta e sessanta. Mentre gli attivisti del movimento premevano per ottenere la fine della segregazione razziale e del razzismo e per creare un nuovo sentimento nazionalistico nero, gli scrittori neri tentavano di dare un indirizzo a questi sforzi per mezzo dei loro scritti.
Il primo di questi fu James Baldwin, la cui opera esplora i temi della razza e della sessualità. Baldwin, noto soprattutto per il suo romanzo Gridalo forte (Go Tell It on the Mountain), scrisse storie a sfondo autobiografico e saggi che esaminavano cosa significasse essere contemporaneamente nero e omosessuale in un'epoca in cui nessuna di queste caratteristiche era accettata dalla cultura americana. Complessivamente Baldwin scrisse quasi venti libri tra cui i due suoi classici Un altro posto e La prossima volta, il fuoco.
Amico e punto di riferimento di Baldwin fu lo scrittore Richard Wright, che Baldwin chiamava "il più grande scrittore nero del mondo secondo me". Wright è celebre soprattutto per il romanzo Paura (Native Son, 1940), che narra la storia di Bigger Thomas, un afroamericano che a Chicago lotta per essere accettato. Baldwin rimase così colpito dal romanzo da intitolare Notes of a Native Son una sua raccolta di saggi, in omaggio al lavoro di Wright. La loro amicizia finì però per rompersi a causa di uno dei saggi contenuti nel libro, "Everybody's Protest Novel", che criticava Paura per la mancanza di credibilità dei personaggi e la scarsa complessità psicologica. Tra gli altri libri di Wright si ricordano il romanzo autobiografico Ragazzo negro (1945), Ho bruciato la notte (1953), e White Man, Listen! (1957).
L'altro grande romanziere dell'epoca è Ralph Waldo Ellison, noto per il suo Uomo invisibile (1952), che vinse il National Book Award nel 1953. Anche se Ellison non completò mai alcun altro romanzo nel corso della sua vita, la risonanza di Uomo invisibile fu tale da garantirgli comunque un posto nella storia della letteratura. Dopo la morte di Ellison, giunta nel 1994, nel 1999 è stato pubblicato un suo romanzo postumo Juneteenth, insieme alle 2.000 e più pagine che aveva scritto nel corso di oltre 40 anni.
L'epoca della lotta per i diritti civili vide anche la crescita di varie poetesse nere, tra cui Gwendolyn Brooks, che nel 1949 divenne la prima afroamericana a vincere il Premio Pulitzer per il suo libro di poesie Annie Allen. Oltre alla Brooks, tra le altre poetesse ad essere diventate celebri negli anni cinquanta e sessanta si ricordano Nikki Giovanni e Sonia Sanchez.
Sempre in quell'epoca si imposero all'attenzione del pubblico un certo numero di drammaturghi come Lorraine Hansberry, autrice di A Raisin in the Sun che tratta di una famiglia nera e povera che vive a Chicago. Nel 1959 la commedia vinse il New York Drama Critics' Circle Award. Altro autore di una certa rilevanza fu Amiri Baraka, che scrisse alcuni discussi lavori per il circuito alternativo. Più recentemente Baraka è diventato noto per la sua opera di poeta e critico musicale.
È inoltre un dato significativo che vari importanti saggi e libri che trattavano del tema dei diritti civili furono scritti anche dai leader politici del movimento: uno degli esempi più importanti è "Lettera dalla prigione di Birmingham" di Martin Luther King.

### Letteratura contemporanea

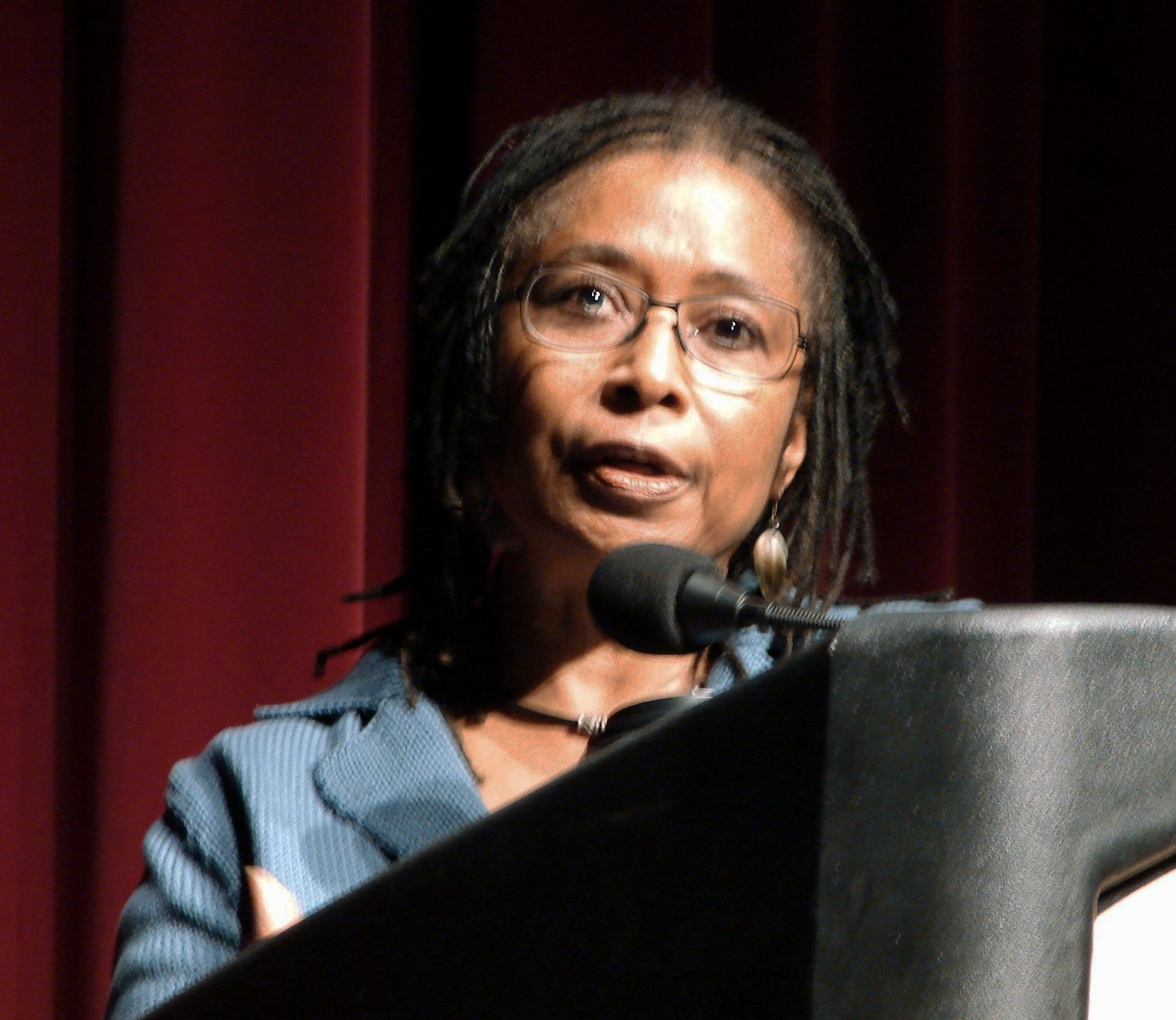
Alice Walker

All'inizio degli anni settanta la letteratura afroamericana ha raggiunto definitivamente il grande pubblico ed il successo, e libri di scrittori neri hanno continuativamente raggiunto ottimi risultati di vendita e conquistato importanti premi. È quella l'epoca in cui l'opera degli scrittori afroamericani iniziò ad essere accettata anche dal mondo accademico come un genere pienamente legittimato della letteratura americana.
Come parte del più ampio Black Arts Movement, ispirato dal movimento per i diritti civili e dai movimenti riconducibili al Black Power, la letteratura afroamericana ha iniziato ad essere studiata a fondo ed analizzata. A un certo numero di studiosi e scrittori è generalmente attribuito il merito di aver promosso e meglio definito la letteratura afroamericana; tra questi le scrittrici Toni Morrison e Alice Walker e il poeta James Emanuel. Emanuel diede un importante contributo per l'affermazione della letteratura afroamericana quando curò (con Theodore Gross) l'edizione di Dark Symphony: Negro Literature in America la prima raccolta di scritti di autori neri pubblicata da un editore di livello nazionale. L'antologia, e il lavoro di Emanuel come educatore presso il City College of New York (dove gli si attribuisce il merito di avere iniziato lo studio della poesia afroamericana), influenzarono fortemente lo sviluppo del genere. Altre importanti antologie realizzate in quel periodo sono Black Fire: An Anthology of Afro-American Writing, curata da LeRoi Jones e Larry Neal nel 1968, e The Negro Caravan, realizzata nel 1969 da Sterling Brown, Arthur P. Davis e Ulysses Lee.
Nel frattempo Toni Morrison contribuiva a promuovere la letteratura nera e i suoi autori lavorando come editor per la Random House negli anni sessanta e settanta, curando libri di scrittori come Toni Cade Bambara e Gayl Jones. La Morrison stessa sarebbe poi emersa come una delle più importanti scrittrici afroamericane del XX secolo. Il suo primo romanzo, L'occhio più azzurro, è stato pubblicato nel 1970. Tra le sue opere più celebri Amatissima che ha vinto il premio Pulitzer per la narrativa nel 1988; si tratta della storia di una schiava che riesce a conquistare la libertà, ma uccide la figlioletta per salvarla da una vita di schiavitù. Un altro suo importante romanzo è Canto di Salomone, un racconto sui temi del materialismo, della fratellanza e della riscoperta delle proprie radici etniche e sociali. La Morrison è la prima afroamericana ad aver vinto il Premio Nobel per la letteratura.
Negli anni settanta la scrittrice e poetessa Alice Walker scrisse un celebre saggio che riportò all'attenzione del mondo letterario Zora Neale Hurston e il suo romanzo Con gli occhi rivolti al cielo. Nel 1982 la Walker ha vinto sia il Premio Pulitzer che l'American Book Award per Il colore viola, un romanzo epistolare che racconta la storia di Celie, una giovane donna che viene sessualmente abusata dal patrigno, che poi la costringe a sposare un uomo violento che la picchia e la umilia. Dal romanzo è stato poi tratto un film diretto da Steven Spielberg e interpretato da Whoopi Goldberg.
Gli anni settanta vedono anche i libri di autori afroamericani raggiungere la vetta delle classifiche di vendita. Tra i primi casi quello di Radici di Alex Haley. Il libro, il racconto romanzato della storia della famiglia di Haley - che inizia con il rapimento dell'antenato dello scrittore Kunta Kinte in Gambia e narra la sua vita da schiavo negli Stati Uniti - ha vinto il Premio Pulitzer ed è stato trasformato in una popolare miniserie televisiva. Nel 1965 Haley ha anche curato l'Autobiografia di Malcolm X.
Tra gli altri importanti scrittori degli ultimi anni si ricordano Gayl Jones, Rasheed Clark, Ishmael Reed, Jamaica Kincaid, Randall Kenan, e John Edgar Wideman. Anche i poeti afroamericani si sono imposti all'attenzione del pubblico: Maya Angelou ha letto una propria poesia il giorno dell'insediamento di Bill Clinton, Rita Dove ha vinto un Premio Pulitzer ed è stata nominata poeta laureato degli Stati Uniti dal 1993 al 1995, mentre Soul Make a Path through Shouting di Cyrus Cassells è stato proposto per il Pulitzer nel 1994. Cassells ha poi vinto il William Carlos Williams Award. Anche poeti meno conosciuti come Thylias Moss e Natasha Trethewey sono stati lodati per la freschezza del loro lavoro. Tra i drammaturghi si sono distinti Ntozake Shange, che ha scritto For Colored Girls Who Have Considered Suicide When the Rainbow Is Enuf, Ed Bullins, Suzan-Lori Parks e il prolifico August Wilson, che con le sue opere ha vinto due premi Pulitzer.
Più recentemente Edward P. Jones ha vinto il Pulitzer per la narrativa nel 2004 per Il mondo conosciuto, un romanzo su un proprietario di schiavi nel sud di prima della guerra di secessione.
Tra i giovani romanzieri afroamericani si ricordano Edwidge Danticat, David Anthony Durham, Tayari Jones, Mat Johnson, ZZ Packer e Colson Whitehead, solo per citarne alcuni. Autori afroamericani si sono con il tempo dedicati anche alla narrativa di genere. Tra i primi a farlo Chester Himes, che negli anni cinquanta e sessanta scrisse una serie di gialli-pulp con protagonisti personaggi come "Coffin" Ed Johnson e "Gravedigger" Jones, due investigatori della polizia di New York. Hines aprì la strada per le successive opere di Walter Mosley e Hugh Holton. Scrittori afroamericani si sono cimentati anche nella fantascienza, nel fantasy e nell'horror: Samuel R. Delany, Octavia E. Butler, Steven Barnes, Tananarive Due, Robert Fleming, Brandon Massey, Charles R. Saunders, John Ridley, John M. Faucette, Sheree Thomas e Nalo Hopkinson sono solo alcuni degli autori più conosciuti.
La letteratura afroamericana ha poi trovato un'importante vetrina grazie al lavoro dell'autrice e conduttrice televisiva Oprah Winfrey, che si è spesso adoperata per promuoverla attraverso il suo Oprah's Book Club.

## Critiche
La letteratura afroamericana è ormai pienamente accettata negli Stati Uniti ed esistono numerose opinioni e punti di vista diversi sul suo significato e sulle sue tradizioni. Secondo gli appassionati del genere, la letteratura afroamericana è nata dall'esperienza di vita dei neri negli Stati Uniti, specialmente dal dramma storico del razzismo e della discriminazione e rappresenta un tentativo di confutare la cultura e il potere dominanti nel paese. Inoltre i suoi sostenitori ritengono che, valutandola sia come parte integrante della letteratura americana sia come movimento a sé stante, abbia contribuito a rivitalizzare il movimento letterario del paese. Secondo i critici, invece, la letteratura afroamericana dimostra la tendenza verso una sorta di balcanizzazione della letteratura statunitense. Ci sono anche alcune persone appartenenti alla stessa comunità afroamericana a cui non piace il modo in cui la loro letteratura talvolta ritrae le persone di colore.

### La confutazione della letteratura dominante
Nel corso di tutta la storia degli Stati Uniti gli afroamericani sono stati discriminati sulla base della razza. Tale esperienza ha spinto alcuni scrittori neri, perlomeno durante i primi anni dello sviluppo della letteratura afroamericana, a cercare di provare di essere uguali agli scrittori statunitensi di origine europea. Come ha detto Henry Louis Gates Jr., "È corretto descrivere il sottotesto della storia della letteratura nera come l'esigenza di confutare l'idea che, dato che erano neri e non possedevano una tradizione scritta, rappresentavano una cultura inferiore."
Tuttavia, rifiutando le idee della cultura dominante, gli scrittori afroamericani non stavano semplicemente "provando la loro dignità", ma stavano anche tentando di sovvertire le tradizioni degli Stati Uniti. Gli studiosi che sostengono questo punto di vista dicono che la scrittura è tradizionalmente stata vista come "qualcosa che la cultura dominante vede come un'attività adatta ad un maschio bianco". Questo significa che, nella società americana, l'accettazione in ambito letterario è stata sempre intimamente connessa con le stesse dinamiche di potere che hanno consentito e promosso iniquità come la discriminazione razziale. Incorporando e ispirandosi alle tradizioni orali e alla vita della gente dell'epoca della diaspora africana, la letteratura afroamericana ruppe quindi "la mistica della relazione tra autorevolezza letteraria e potere patriarcale."
Quest'idea della letteratura afroamericana vista come strumento nella lotta per la liberazione politica e culturale dei neri è stata sostenuta per decenni, soprattutto da un autore come W. E. B. DuBois.

### La letteratura nera sia all'interno che all'esterno della letteratura americana
Secondo la professoressa della James Madison University Joanne Gabbin, la letteratura afroamericana esiste sia all'interno che all'esterno della letteratura americana. Ha detto. "In qualche modo la letteratura afroamericana è stata relegata su un livello differente, al di fuori della letteratura americana, nondimeno ne è parte integrante."
Quest'opinione si basa sull'esperienza della gente nera negli Stati Uniti. Anche se gli afroamericani da tempo hanno affermato la propria identità di americani, per gran parte della storia del paese non sono stati accettati come cittadini a pieno titolo e sono stati attivamente discriminati. Il risultato è stato che facevano parte dell'America ma allo stesso tempo ne restavano fuori.
La stessa cosa può essere detta per la letteratura afroamericana. Mentre esiste come pezzo di una più vasta entità definibile come letteratura americana, esiste anche come entità a sé stante. Questo relativo isolamento ha prodotto nuovi modi di raccontare e delle voci uniche e inconfondibili. Grazie a questo fatto i nuovi stili hanno poi potuto lasciare il proprio isolamento ed aiutare a rivitalizzare il mondo letterario. Questo percorso artistico ha avuto forti legami con altri e diversi aspetti della cultura afroamericana del secolo scorso, come il jazz e l'hip hop, che sono due esempi di movimenti artistici sviluppatisi all'interno di una comunità nera isolata prima di riuscire a raggiungere un pubblico più vasto.
Se la letteratura afroamericana manterrà questa direzione o meno è qualcosa che si vedrà nel corso degli anni. Dal momento che il genere è già popolare presso il grande pubblico, è possibile che la sua capacità di sviluppare nuovi stili o - secondo alcuni critici di "restare autentica" - possa essere un qualcosa ormai appartenente al passato.

### Balcanizzazione della letteratura americana?
Alcuni accademici ed intellettuali conservatori sostengono che la letteratura afroamericana esiste solo come parte di un processo di balcanizzazione della letteratura avvenuta negli ultimi decenni e come un'estensione degli scontri culturali in ambito letterario.
Secondo questi critici, la letteratura si sta dividendo in gruppi separati e distinti a causa della crescita delle identità politiche sia negli Stati Uniti che in altre parti del mondo. Costoro rifiutano l'idea di introdurre le identità politiche all'interno della letteratura perché significherebbe che "solo le donne potrebbero scrivere di donne per le donne, e solo i neri di neri per i neri."
Chi si oppone a questo approccio alla scrittura basato sull'appartenenza ad un gruppo, dice che limita la capacità della letteratura di esplorare la condizione umana complessiva e, cosa più importante, spinge a giudicare gli scrittori solamente sulla base della loro razza di appartenenza. Questi critici rifiutano un giudizio di questo tipo e dicono che sfida il significato di opere come L'uomo invisibile di Ralph Ellison, in cui il protagonista è invisibile perché la gente in lui non vede altro che un nero. Altri criticano il fatto che si dia un'attenzione speciale a qualsiasi genere di letteratura su base etnica. Per esempio Robert Hayden, il primo Poeta Laureato afroamericano degli Stati Uniti, una volta (parafrasando un commento del musicista nero Duke Ellington sul jazz e sulla musica) disse "Non esiste la letteratura nera. Esiste la buona letteratura e quella cattiva. E questo è tutto."
L'opinione più diffusa è comunque che la letteratura americana non stia andando in pezzi per colpa di nuovi generi come la letteratura afroamericana. La letteratura americana sta invece semplicemente riflettendo le crescenti diversità all'interno degli Stati Uniti e mostrando più segni di diversità di quanto abbia fatto in precedenza nella sua storia. Questo punto di vista è supportato dal fatto che molti autori afroamericani - e anche scrittori che rappresentano altre minoranze - raggiungono spesso i vertici delle classifiche di vendita. Se la loro letteratura fosse rivolta esclusivamente verso i loro gruppi etnici di appartenenza, questo non sarebbe possibile.

### Critiche da parte di afroamericani
Alcune critiche per la letteratura afroamericana sono venute nel corso degli anni dall'interno della stessa comunità nera; alcuni hanno infatti sostenuto che questo tipo di letteratura non ritragga i neri sotto una luce positiva.
Questo scontro tra estetica e politiche razziali ha avuto inizio dai commenti fatti da W.E.B DuBois sulla pubblicazione del NAACP The Crisis.. Ad esempio, nel 1921 scrisse "Vogliamo che tutto quello che si dice di noi racconti ciò che in noi c'è di più bello elevato e nobile. Insistiamo sul fatto che arte e propaganda devono essere la stessa cosa." Nel 1926 aggiunse "Tutta l'arte è propaganda e deve esserlo sempre, a dispetto dei lamenti dei puristi". DuBois e gli editori di The Crisis, coerentemente, decisero che la letteratura doveva essere uno strumento nella lotta per la liberazione politica degli afroamericani.
Le convinzioni di DuBois sul valore dell'arte come propaganda risultarono molto chiare nel 1928, quando si scontrò con lo scrittore afroamericano Claude McKay riguardo al romanzo di McKay Home to Harlem. Secondo DuBois le vivide descrizioni dell'attività sessuale e della vita notturna di Harlem rispondevano solo alla "pruriginosa domanda" dei lettori e degli editori bianchi, che cercavano ritratti di neri "lascivi"; disse anche "Home to Harlem.... mi ha per lo più nauseato e dopo aver letto parti di quella schifezza ho sentito il bisogno di fare un bagno".
Questo tipo di critiche furono ripetute da altri all'interno della comunità nera quando lo scrittore Wallace Thurman diede alle stampe il romanzo La mora più nera nel 1929. Il romanzo, che aveva al centro della trama i pregiudizi razziali tra neri dalla pelle più chiara e neri dalla pelle più scura, fece infuriare molti afroamericani, a cui non piacque che si decidesse di lavare in pubblico i panni sporchi" della loro cultura.
Naturalmente molti scrittori afroamericani non concordano con l'idea che tutta la letteratura nera dovrebbe servire come forma di propaganda, e sostengono al contrario che la letteratura dovrebbe parlare in maniera sincera della vita e delle persone. Langston Hughes espose questo punto di vista nel saggio "The Negro Artist and the Racial Mountain" (1926), quando disse che gli artisti neri volevano esprimersi liberamente, senza curarsi di che cosa pensasse né il pubblico nero né quello bianco.
Un caso abbastanza recente di questo tipo di critica da parte di neri verso i neri, si è avuto come reazione agli attacchi verso alcuni neri presenti nel romanzo Il colore viola di Alice Walker.